# Phyllonorycter rhododendrella
Phyllonorycter rhododendrella är en fjärilsart som först beskrevs av Braun 1935.  Phyllonorycter rhododendrella ingår i släktet guldmalar, och familjen styltmalar. Inga underarter finns listade i Catalogue of Life.